# Bukit Raya (Kuantan Singingi)
Bukit Raya is een bestuurslaag in het regentschap Kuantan Singingi van de provincie Riau, Indonesië. Bukit Raya telt 1687 inwoners (volkstelling 2010).